# Parc national de Mikumi
Le parc national de Mikumi est un parc national du centre-sud de la Tanzanie.

## Géographie
Le parc est le 3e plus grand parc national du pays. Il regroupe une région de plaines alluviales et de collines (maximum 1 257 mètres). La savane arborée domine le paysage. Le parc se situe en bordure nord de la réserve de Selous qu'il prolonge vers le nord.
Une de ses particularités est d'être traversé par la route goudronnée reliant Dar es Salam à Mbeya. Le parc se situe à 283 km de la capitale économique du pays, entre Morogoro et Iringa.

## Faune
Le parc est réputé pour ses populations d'antilopes, en particulier élands, grands koudous et hippotragues noirs. Plus de 400 espèces d'oiseaux y ont été observés, la concentration étant plus forte entre octobre et avril, période pendant laquelle les oiseaux venus d'Eurasie y hivernent. Pour le reste, le parc comprend les représentants habituels de la faune d'Afrique de l'Est : hippopotames, lions, éléphants, buffles, girafes, gnous, zèbres, chacal à chabraque, faux-gavial d'Afrique et de petites populations de léopards et de guépards. Les rhinocéros y sont par contre absents, ce n'est donc pas un parc où les visiteurs peuvent rencontrer les Big Five.

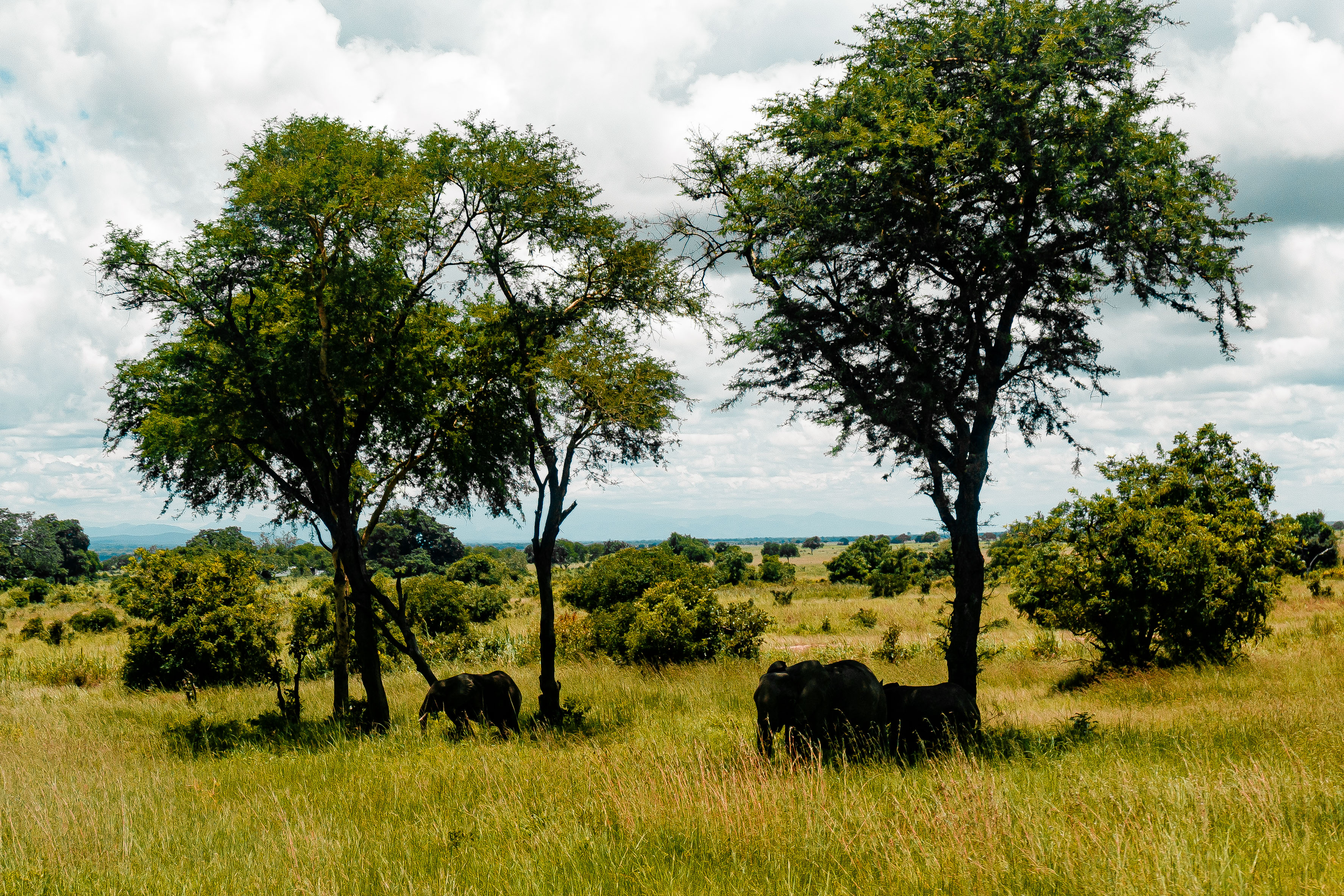
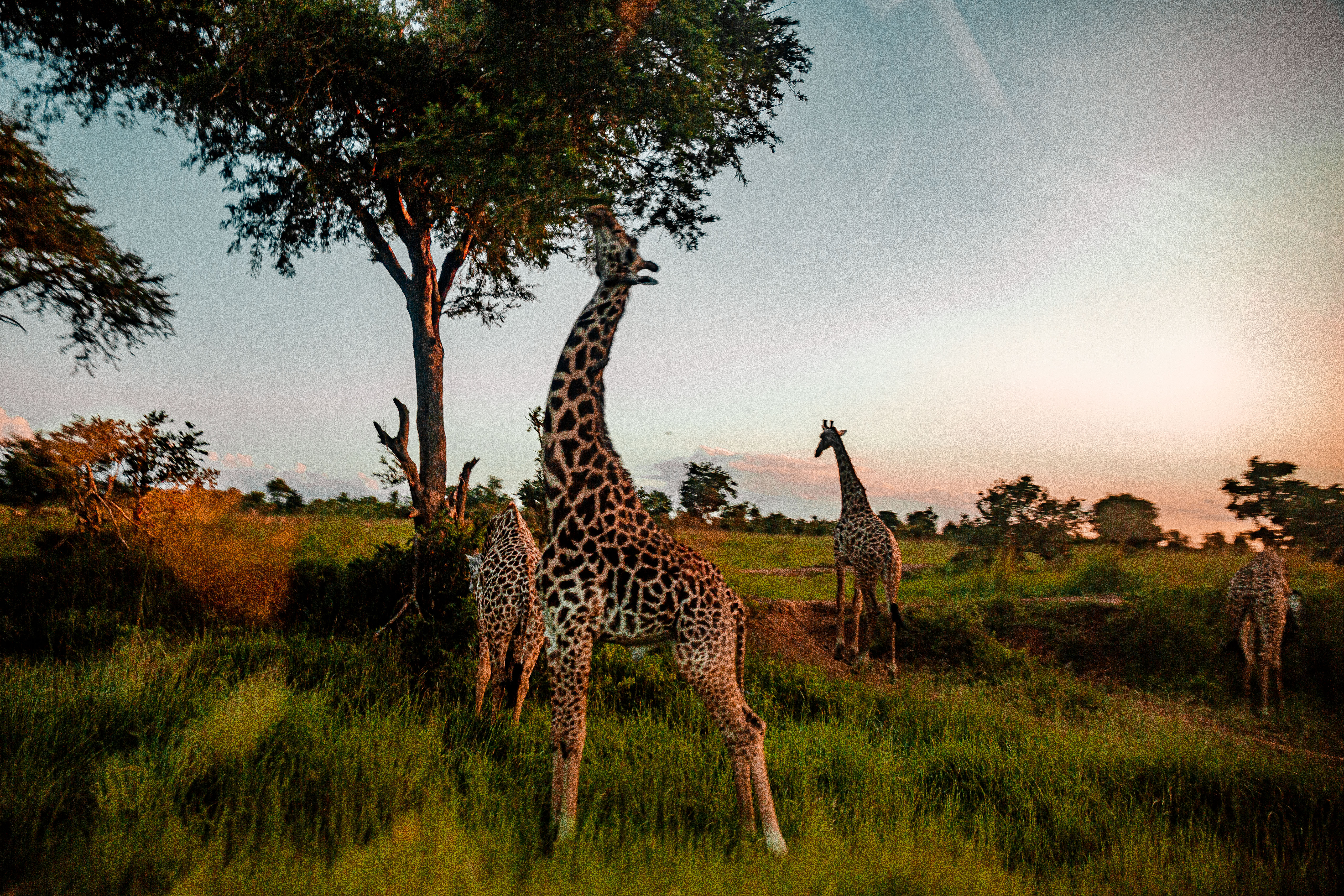
Giraffa camelopardalis tippelskirchi.
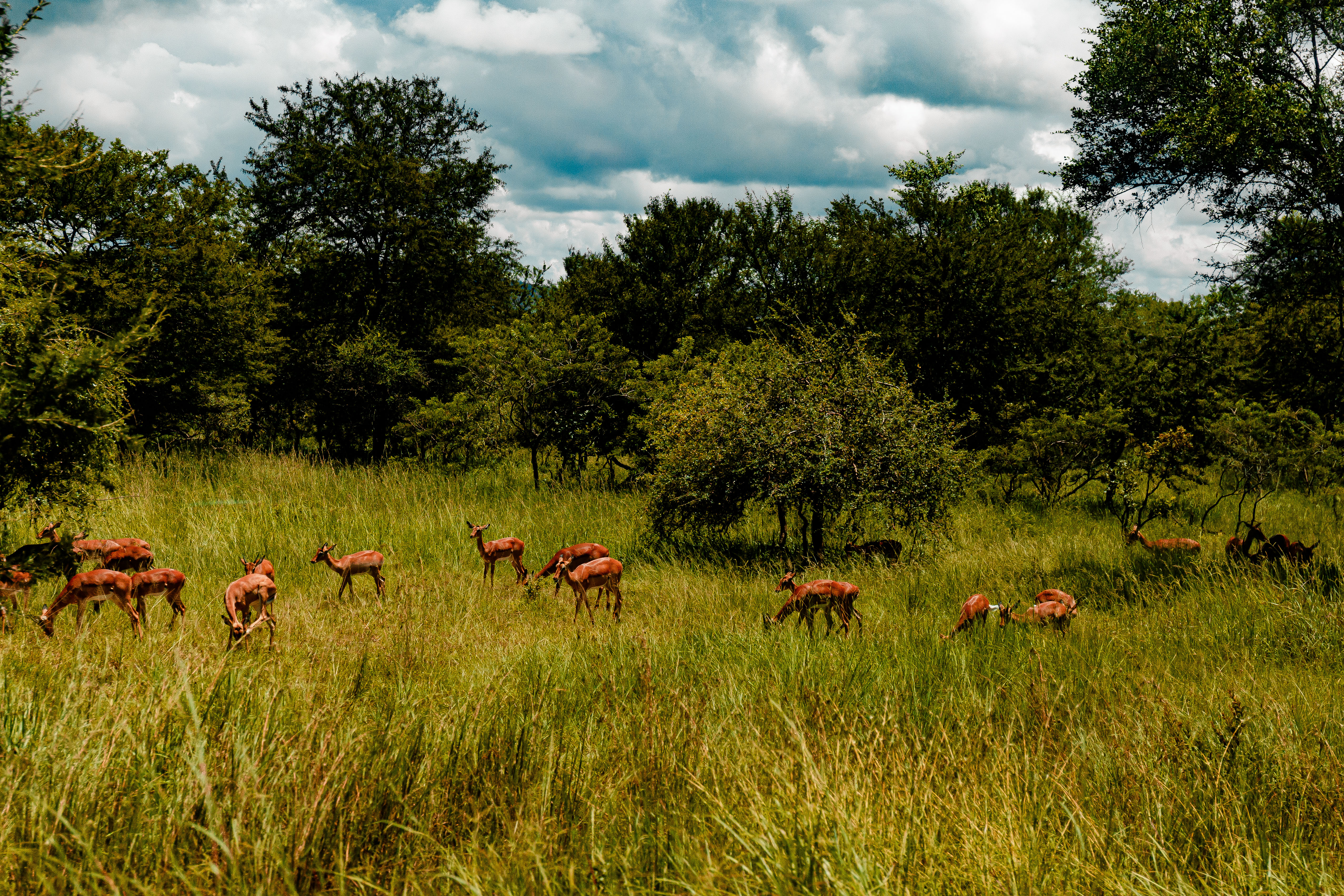
Antilopes.
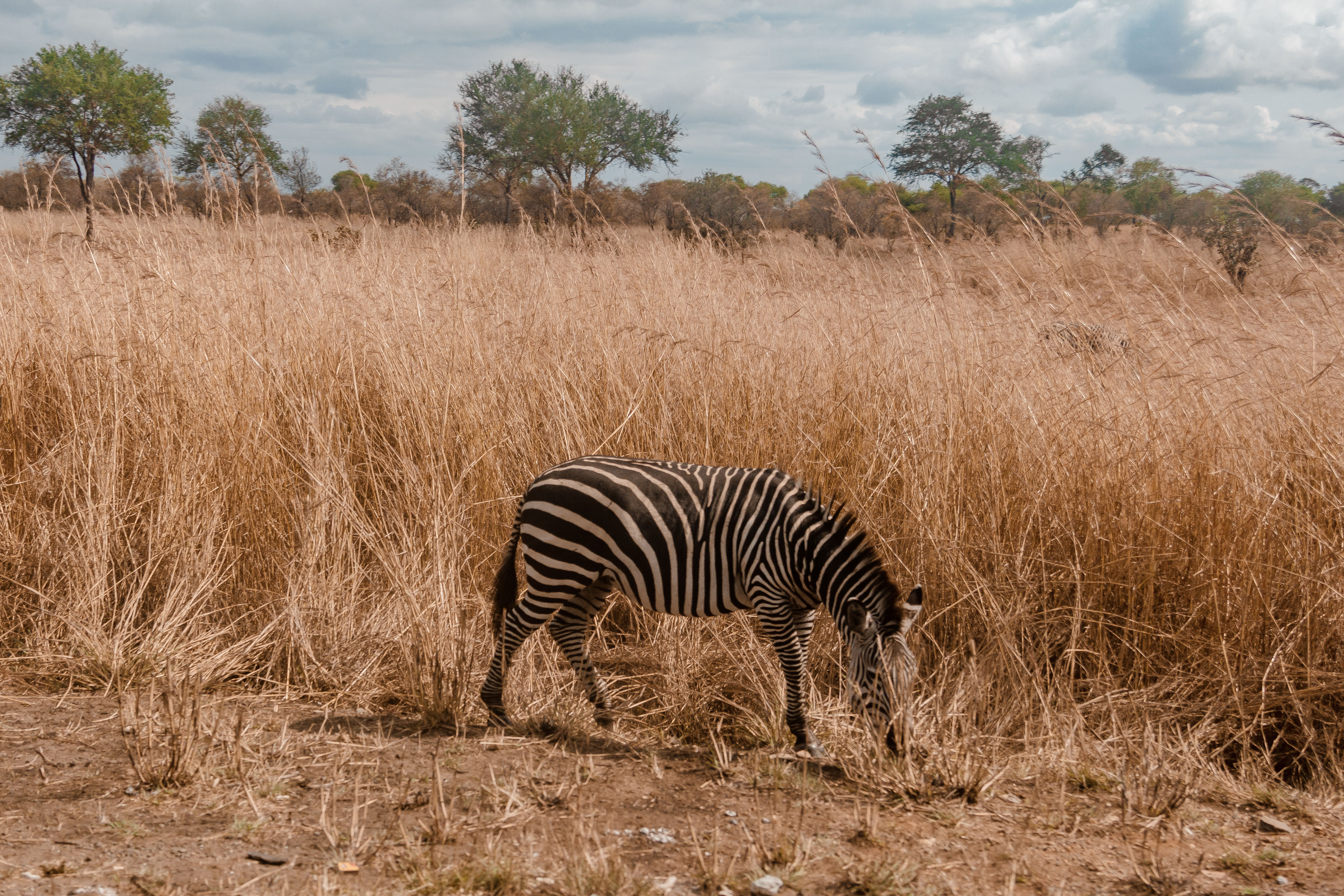
Zèbre.
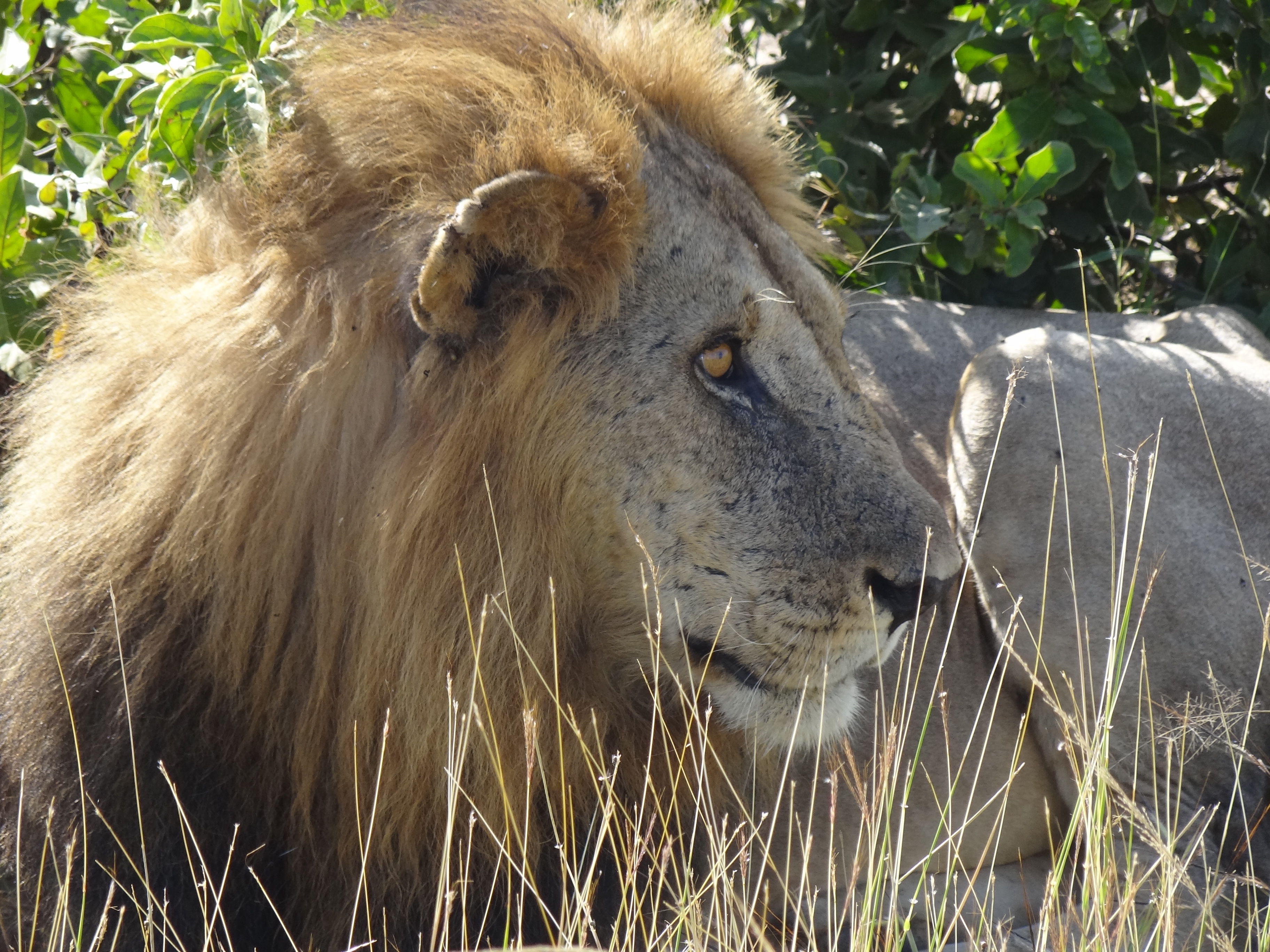
Lion mâle.